# Cnemaspis uzungwae
Cnemaspis uzungwae Perret, 1986 è un piccolo sauro della famiglia Gekkonidae, endemico della Tanzania.